# Emrys Lloyd
John Emrys Lloyd (ur. 8 września 1905 w Edmonton, zm. 28 czerwca 1987 w Henley-on-Thames) – brytyjski prawnik, wioślarz i szermierz, trzykrotny medalista mistrzostw świata, olimipijczyk.
Podczas mistrzostw świata w Wiedniu w 1931 roku (oficjalnie zawody tego cyklu rozgrywane są pod tą nazwą dopiero od 1937) wywalczył brązowy medal we florecie indywidualnym. Wyprzedzili go tylko Francuz René Lemoine i Włoch Gustavo Marzi. Wynik ten powtórzył na mistrzostwach świata w Budapeszcie w 1933 roku, tym razem plasując się za Włochami: Gioacchino Guaragną i Giulio Gaudinim. Na tej samej imprezie zdobył również brązowy medal w szabli drużynowej. 
Na igrzyskach olimpijskich w Los Angeles w 1932 roku zajął szóste miejsce we florecie indywidualnym. W rundzie finałowej wygrał pięć z dziewięciu pojedynków. Został też zgłoszony do startu w wioślarskich ósemkach, jednak ostatecznie nie wystąpił. Na rozgrywanych cztery lata później igrzyskach olimpijskich w Berlinie we florecie indywidualnym dotarł do półfinałów, a w turnieju drużynowym odpadł w ćwierćfinałach. Następnie wystąpił na igrzyskach olimpijskich w Londynie w 1948 roku, zajmując czwarte miejsce we florecie indywidualnym. W rundzie finałowej wygrał cztery z siedmiu pojedynków. We florecie drużynowym był piąty, a w szabli drużynowej Brytyjczycy odpadli w ćwierćfinałach. Brał też udział w igrzyskach olimpijskich w Helsinkach w 1952 roku, gdzie odpadł w ćwierćfinałach floretu drużynowego. 
Podczas IO 1948 był chorążym reprezentacji Wielkiej Brytanii. W 1978 roku otrzymał srebrny Order Olimpijski.
Ukończył King’s College University of Cambridge, gdzie startował w The Boat Race. Z zawodu był prawnikiem, pracował między innymi dla Brytyjskiego Komitetu Olimpijskiego. Przez 40 lat był członkiem zarządu Brytyjskiego Związku Szermierki. 
Siedmiokrotnie zdobywał mistrzostwo kraju we florecie, w tym cztery razy z rzędu w latach 1930-33.
Podczas II wojny światowej służył w Royal Auxiliary Air Force (części Royal Air Force) w stopniu podpułkownika. Za służbę odznaczony tytułem Oficera Orderu Imperium Brytyjskiego.